# Verdal Siciliana
Verdal Siciliana es un cultivar de higuera de tipo higo común Ficus carica, bífera (con dos cosechas por temporada, brevas e higos de otoño), con higos de epidermis con color de fondo verde hierba, y con sobre color morado marronáceo oscuro. Se cultiva en la colección de higueras de Montserrat Pons i Boscana en Llucmajor (España).

## Sinonimia
- “sin sinónimo”,[4][6][7]

## Historia
Actualmente la cultiva en su colección de higueras baleares Montserrat Pons i Boscana, procedente de un ejemplar o higuera madre conseguida ya enraizada de vivero de Toni Company "Fosc".
La variedad 'Verdal Siciliana' es poco conocida y cultivada, es una variedad de reciente introducción en las Islas Baleares.

## Características
La higuera 'Verdal Siciliana' es una variedad bífera de tipo higo común de dos cosechas por temporada, las brevas en verano, y los higos de otoño. Árbol de vigorosidad alta, y un buen desarrollo en terrenos favorables, copa redondeada clara, con nula emisión de rebrotes. Sus hojas son de 3 lóbulos en su mayoría, menos de 5 lóbulos, y pocas de 1 lóbulo. Sus hojas con dientes presentes márgenes ondulados y serrados. 'Verdal Siciliana' tiene un desprendimiento de higos escaso, con un rendimiento productivo bajo y periodo de cosecha prolongado. La yema apical cónica de color verde amarillento.
Los frutos de la higuera 'Verdal Siciliana' son frutos de un tamaño de longitud x anchura:49 x 69mm, en las brevas muy grandes con formas piriformes a menudo asimétricas, los higos son de tamaño muy grande también piriformes pero más esféricos, en ambos sus frutos son uniformes en las dimensiones, gran porcentaje de frutos aparejados y menos de formaciones anormales, de unos 62,780 gramos en promedio, cuya epidermis es delgada, de textura fina al tacto, de consistencia blanda, con color de fondo verde hierba, y con sobre color morado marronáceo oscuro. Ostiolo de 4 a 8 mm con escamas muy grandes rosadas. Pedúnculo de 2 a 3 mm cilíndrico verde claro. Grietas ausentes. Costillas prominentes. Con un ºBrix (grado de azúcar) de 20 de sabor dulce, aguazoso, con color de la pulpa rojo oscuro. Con cavidad interna grande, con aquenios pequeños en tamaño y numerosos en cantidad. Los frutos maduran con un inicio de maduración en las brevas el 20 de junio, y de los higos sobre el 6 de agosto a 23 de septiembre. Cosecha con rendimiento productivo mediano, y periodo de cosecha prolongado.
Se usa en alimentación humana en fresco. Fácil abscisión del pedúnculo y buena facilidad de pelado. Muy sensibles a las lluvias, poco resistentes al transporte, y bastante resistentes a la apertura del ostiolo. Muy poco susceptibles al desprendimiento del árbol cuando madura. Los higos son enormes y al final de la maduración se vuelven aguazosos, se agrian y se pudren en el árbol.

## Cultivo
'Verdal Siciliana', se utiliza en alimentación humana en fresco. Se está tratando de recuperar de ejemplares cultivados en la colección de higueras baleares de Montserrat Pons i Boscana en Llucmajor.